# シリンダーヘッド

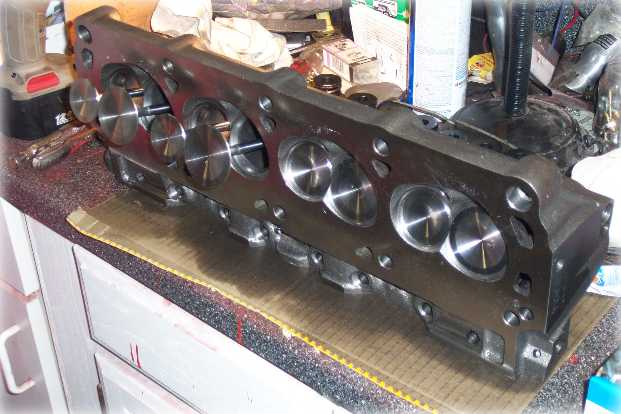
フォード・302エンジンの4.9L V8シリンダーヘッド。ハート型燃焼室を持つOHVヘッドである

シリンダーヘッドとは一般的な往復動内燃機関において、シリンダーブロックとともにエンジンを構成する最も基礎的な部品である。
シリンダーヘッドは往復動内燃機関の性能を左右する重要な部品であり、燃焼室の形状、インテークマニホールド、エキゾーストマニホールド、吸排気ポートの形状などの設計により、エンジンの燃焼効率や体積効率、圧縮比が決定される要因となる。

## 歴史

### サイドバルブ
サイドバルブの時代にはバルブトレーンの部品は全てシリンダーブロックの内部に納められており、シリンダーヘッドは文字通りシリンダーブロック（V型エンジンの場合はシリンダーバンク）にヘッドガスケットを挟む形でボルトで結合されている金属製の皿でしかなかった。この形式はフラットヘッドと呼ばれ、構造の簡便さが初期の自動車や草刈機を始めとする小型エンジン機器の大量生産に重要な役割を果たした。フラットヘッドとポペットバルブを組み合わされたエンジンは、またたく間にスリーブバルブのエンジンを駆逐して自動車・オートバイエンジンの主流になった。このときすでにシリンダーヘッドには、燃焼室と点火プラグが内蔵されていた。
しかし、サイドバルブおよびフラットヘッドは構造が単純で整備性に優れている反面、バルブが側面に広がる関係上から燃焼室が大きくなり、熱効率上不利であり、圧縮比も制限される。また、簡素な構造を重視すると吸排気が複雑な経路で流れるターンフローレイアウトを採用せざるをえず、一部のエンジンはクロスフローレイアウト(サイドバルブにおいてはen:T-head engineと呼ばれる)を取ったものの複雑化するわりに高い性能は得られず主流とはならなかった。サイドバルブは高出力化、効率化が求められるなか、最高回転数に限界を生じるといったことから、前述の小型エンジンなどを除き、のちに頭上弁式と呼ばれるOHVやOHCに主流は移っていくこととなる。

### 頭上弁式ヘッド
頭上弁式ヘッドのうち、OHCにはシリンダーヘッドの上半分にポペットバルブとカムシャフトが納められ、クランクシャフトからの回転をカムシャフトに伝えるためのタイミングチェーンやタイミングベルトの一部が引き込まれている。OHC以前に主流であったOHV形式ではカムシャフトはシリンダーブロック内に納められ、ポペットバルブはヘッド内のロッカーアームとプッシュロッドを介して駆動された。その他サイドバルブの吸気バルブのみをOHV化したIOEエンジン(Fヘッド)も存在し、それなりに用いられた。
OHVのシリンダーヘッドにはインテークマニホールドやエキゾーストマニホールドが同一側面に接続され、混合気や排気ガスが出入りするポートと呼ばれる出入口が並んで配置されたターンフローレイアウトとウェッジ燃焼室が多く見られた。OHC形式では吸排気形式も混合気がシリンダーヘッドの片方の面から吸入され排気ガスが反対の面へ流れるクロスフローレイアウトが主流となり、燃焼室の形状も半球形やペントルーフ形となり、燃焼効率や最高出力、最高回転数は大きく上昇して現在に至っている。なお上記のレイアウトはあくまで主流のものであり、クロスフローのOHVもターンフローのOHCも存在する。
材質としてはじめは鋳鉄が用いられたが、比較的早期の段階で放熱性の高いアルミ合金に切り換えられた。しかし、アルミ合金は放熱性が高い反面、熱膨張が大きいという短所もあり、初期のアルミ製シリンダーヘッドにおいてはヘッドガスケットがヘッド合わせ面の熱膨張に追従できず吹き抜けるトラブルが頻発したため、シリンダーヘッドの素材改良と同時にヘッドガスケットの材質改良も同時に進められていくことになった。
OHCによる頭上弁式ヘッドには、カムホルダーと呼ばれる部品によりカムシャフトが保持されている。ホンダ・スーパーカブをはじめとする小排気量のオートバイではボールベアリングを介してカムシャフトを保持することが多いが、250cc超の排気量のオートバイ用エンジンや、今日のほぼ全ての自動車用エンジンはベアリングの耐久性の観点から、カムホルダー自体が一種のすべり軸受として製造される。このような構造を持つシリンダーヘッドは、カムホルダー自体がシリンダーヘッドと一体加工され高度な真円度が保たれているために、カムホルダーの取り付け位置や取り付け方向が陽刻などによって厳密に指定されていることがほとんどであり、順序や向きを入れ替えて取り付けることや他のシリンダーヘッドに取り付けられているカムホルダーを使用することは焼き付きの原因となるために禁忌とされている。もしも分解整備の際にカムホルダーを紛失したり破損したりした場合、そのシリンダーヘッドそのものが使用不可能となる危険性が高いため、取り扱いには細心の注意が必要である。

## 必要数
シリンダーヘッドはエンジンレイアウトによりその数が変わる。直列エンジンや単気筒エンジンにはシリンダーヘッドが1つしかないが、V型エンジンや水平対向エンジンでは2つのシリンダーヘッドを持つことが多い。かつてF1エンジンなどごく一部の用途でのみ用いられたW型エンジンでは3つ、第二次世界大戦中の航空機用エンジンに用いられたX型エンジンでは4つのシリンダーヘッドが用いられた。V型エンジンでも狭角V型エンジンと呼ばれるタイプのものは、シリンダーバンクの角度が非常に狭いためにシリンダーヘッドが1個で済ませられているものもある。
また産業機械や機関車、船舶などに用いられる大排気量のディーゼルエンジンや、レシプロ航空機で用いられた星形エンジンではシリンダーの数だけシリンダーヘッドが存在する場合がある。このような形式のものは、部品点数が増えるという欠点はあるが、一つのシリンダーヘッドが故障した場合でもそのヘッドのみを交換すれば修理が完了するため、結果的に維持コストを安く抑えられるという利点がある。また、エンジンメーカーはシリンダーヘッドの設計を変更することなく、気筒数を増やしたり減らしたりなどの改良が容易ともなる。

## ギャラリー

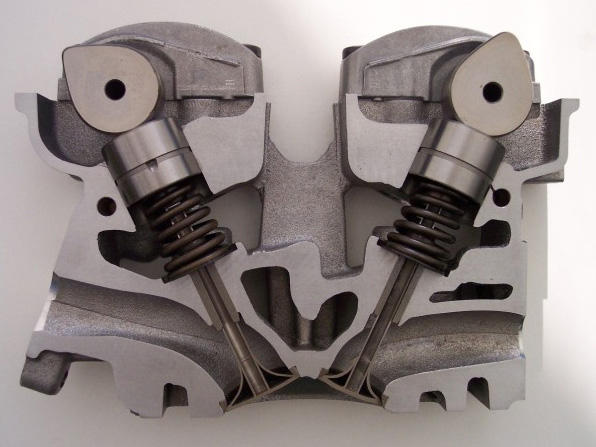
DOHCシリンダーヘッドのカットモデル。吸排気バルブと吸排気ポート、ウォータージャケットやカムシャフトの様子がよくわかる。
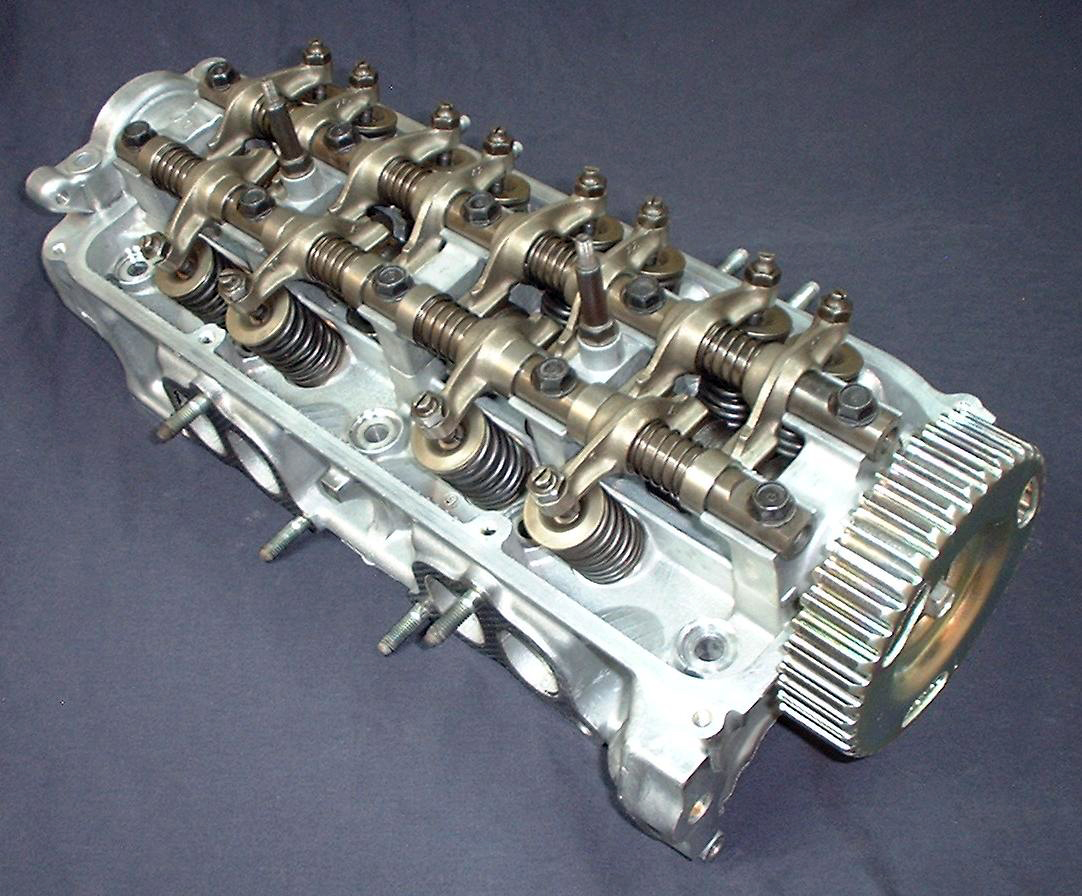
ホンダ・D15A3エンジンのSOHCシリンダーヘッド
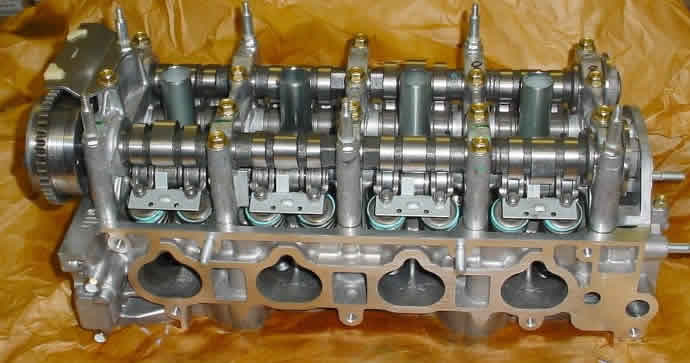
ホンダ・K20Z3エンジンのDOHCシリンダーヘッド
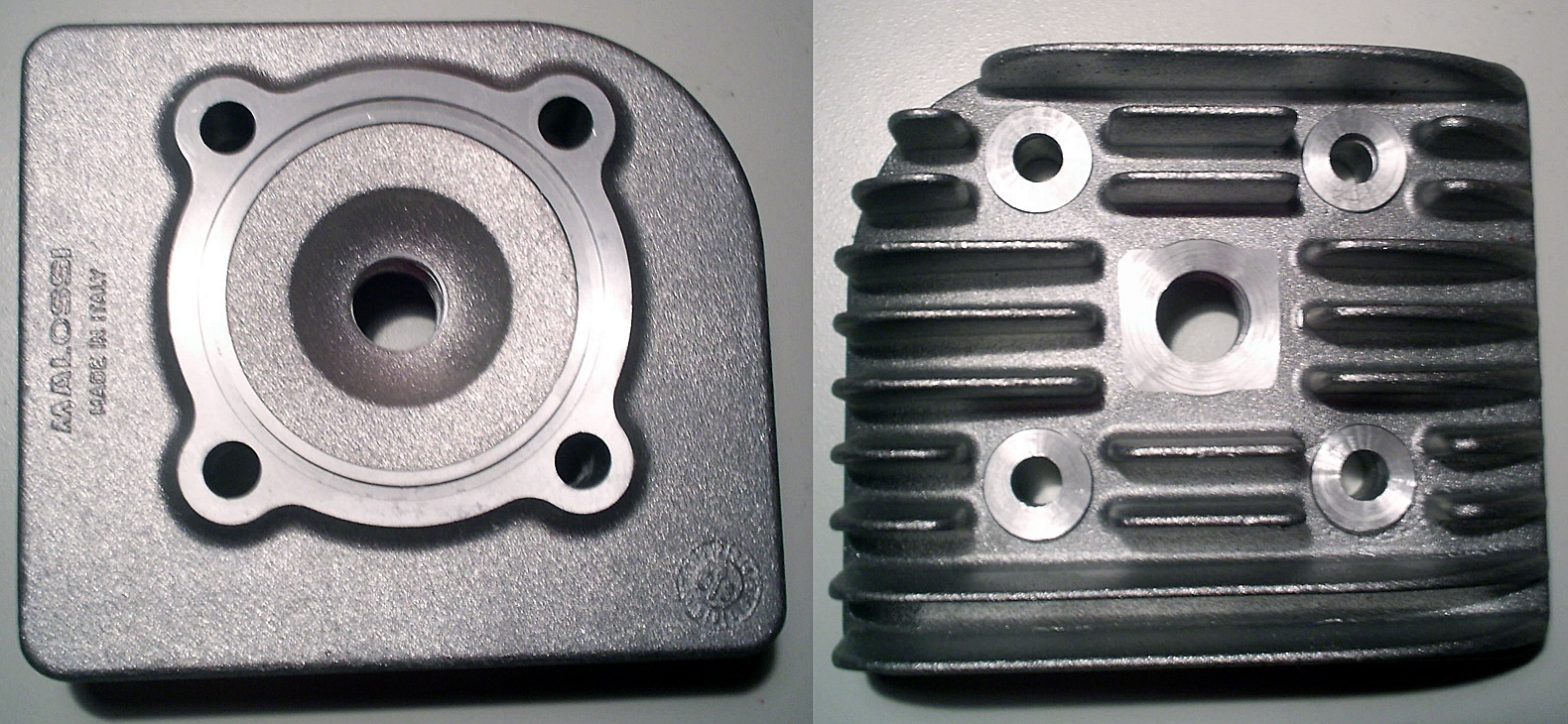
イタリア・en:Malossi社のスクーター用2ストロークエンジンのシリンダーヘッド。2ストのヘッドは燃焼室と点火プラグのみを備えたもので、初期のフラットヘッドの構成に近い。
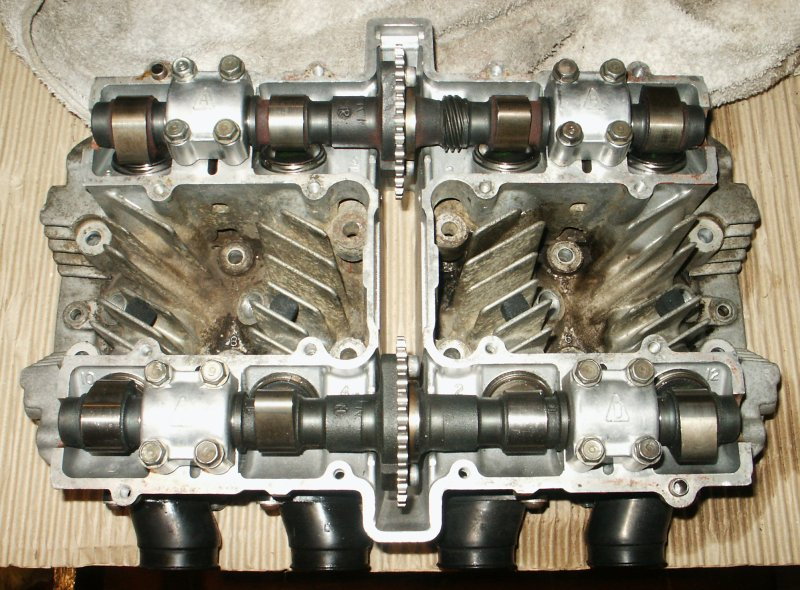
スズキ・GS550の空冷DOHCシリンダーヘッド。大きな冷却フィンとカムシャフトを駆動するスプロケットの存在がよくわかる。
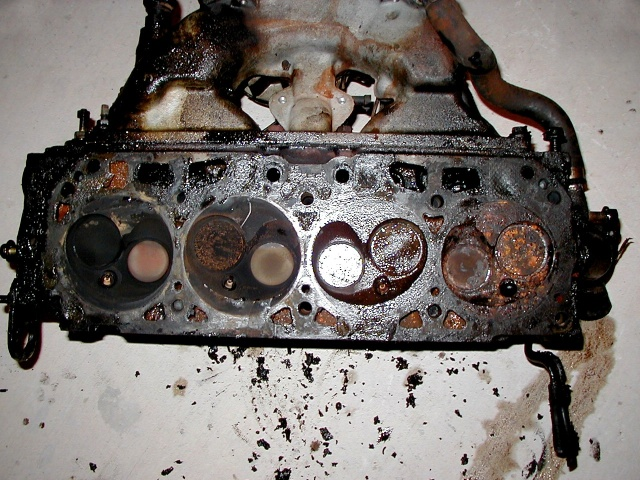
GMC製のバンに用いられたシリンダーヘッド。典型的な鋳鉄製のターンフローヘッドであり、インマニとエキマニが同一の方向に出ていく様子がよくわかる。
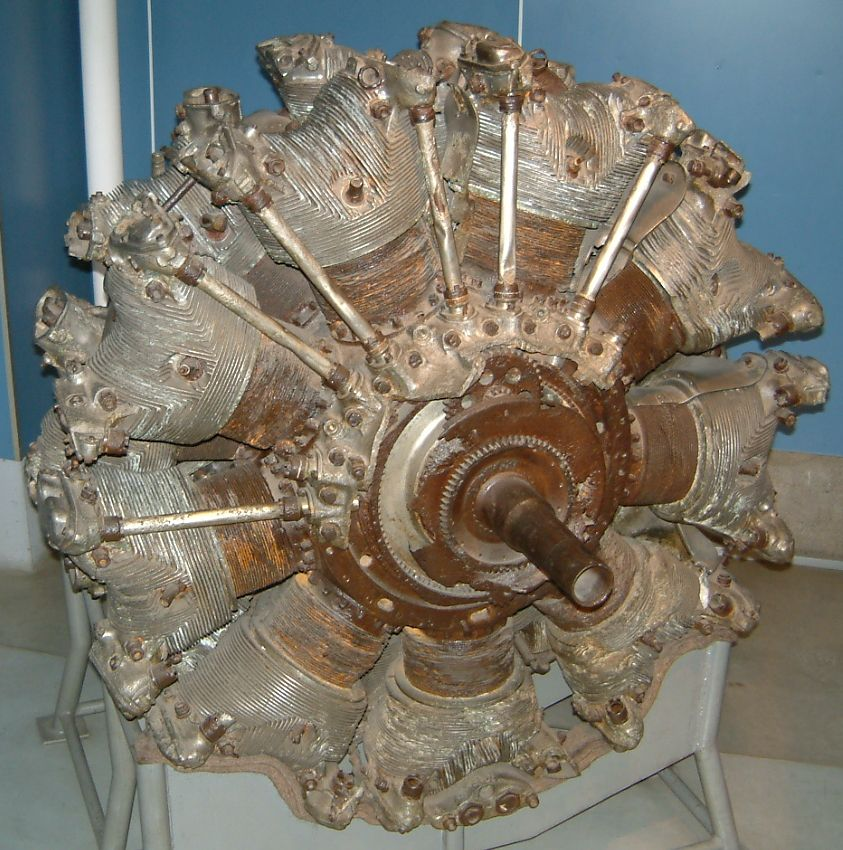
中島飛行機の航空機用空冷二重星型18気筒エンジンである誉。典型的な1気筒1個のシリンダーヘッドという構成のエンジンである。